# ÖFB-Cup 1936-1937
La ÖFB-Cup 1936-1937 è stata la 19ª edizione della coppa nazionale di calcio austriaca.

## Quarti di finale
| Squadra 1      | Risultato   | Squadra 2      |
| -------------- | ----------- | -------------- |
| 10 aprile 1937 |             |                |
| First Vienna   | 5 - 0       | Sturm Graz     |
| 11 aprile 1937 |             |                |
| Admira Vienna  | 1 - 3       | Austria Vienna |
| Floridsdorfer  | 4 - 6       | Rapid Vienna   |
| Wiener SC      | 0 - 0 (dts) | Post Vienna    |
| 14 aprile 1937 |             |                |
| Post Vienna    | 1 - 3       | Wiener SC      |

## Semifinale
| Squadra 1      | Risultato | Squadra 2      |
| -------------- | --------- | -------------- |
| 21 aprile 1937 |           |                |
| Rapid Vienna   | 2 - 3     | Wiener SC      |
| First Vienna   | 1 - 0     | Austria Vienna |

## Finale
| Squadra 1      | Risultato | Squadra 2 |
| -------------- | --------- | --------- |
| 27 maggio 1937 |           |           |
| First Vienna   | 2 - 0     | Wiener SC |